# Martirio delle sante Rufina e Seconda
Il Martirio delle sante Rufina e Seconda è un dipinto a olio su tavola, di formato quadrato di circa due metri per lato, databile 1622-1625 circa e conservato nella Pinacoteca di Brera di Milano.
È più noto come Quadro delle tre mani, in quanto fu dipinto da tre diversi artisti, ciascuno dei quali si occupò di una parte specifica della tela: Giulio Cesare Procaccini (Bologna, 1574 – Milano, 14 novembre 1625), Pier Francesco Mazzucchelli detto Il Morazzone (Morazzone, 1573 – Piacenza, 1626), Giovanni Battista Crespi detto il Cerano (Romagnano Sesia, 23 dicembre 1573 – Milano, 23 ottobre 1632).

## Storia
La tela apparteneva alla celebre collezione del cardinale Cesare Monti, dal quale fu lasciata alla quadreria dell'arcivescovado. Pervenne all'Accademia di Brera nel 1895. Fu eseguita nel terzo decennio del Seicento a Milano, su commissione di Scipione Toso, nobile milanese importante collezionista d'arte.
Essa rappresenta il risultato di una "sfida", ideata dal collezionista per mettere a confronto la bravura dei tre pittori, ciascuno dei quali si occupò della realizzazione di una distinta porzione del quadro. I protagonisti della competizione accademica erano i tre artisti egemoni nella scena artistica milanese del tempo. L'opera è perciò considerata un manifesto della cultura artistica lombarda nella fase di nascita dello stile barocco.
Il ducato di Milano era da quasi un secolo sotto il dominio della corona spagnola, ed il panorama culturale ed artistico era dominato dalla figura del cardinale Federico Borromeo, continuatore della politica controriformistica iniziata dal cugino Carlo Borromeo alla fine del Cinquecento.
I tre autori del quadro, coetanei, realizzano l'opera in età matura mentre erano i pittori impegnati fianco a fianco nelle più prestigiose commissioni del territorio milanese, a prevalente natura religiosa. Il Cerano dal 1621 era al vertice dell'Accademia Ambrosiana, fondata dal cardinale Federico Borromeo, e come il Morazzone si era formato alla scuola tardomanierista lombarda, aggiornandosi sulle tendenze provenienti da Roma. Giulio Cesare Procaccini proveniva da una famiglia di pittori bolognesi, pur avendo compiuto la sua carriera successivamente a Milano, e mostra nel suo stile forti accenti emiliani, che rimandano in particolare al Parmigianino.

## Descrizione
Il soggetto del dipinto è il martirio di due sorelle, Rufina e Seconda, avvenuto durante le persecuzioni della Roma imperiale. 
Lo spazio dell'opera è interamente saturato dalle figure, mostrando un accurato studio compositivo. A motivo di questo calcolo, la struttura generale, nonostante i tre distinti interventi, si mostra organica ed unitaria. Lo stile dei tre maestri mostra, al di là delle differenziazioni formali, una comune matrice culturale. La composizione infatti è un chiaro esempio dell'"intellettualismo artificioso e barocco" caratteristico del tempo.
Santa Seconda è raffigurata nell'angolo destro della tela, inginocchiata in attesa del martirio, con le mani giunte e gli occhi rivolti al cielo. La macchia chiara del suo collo scoperto offerto al carnefice spicca violentemente dal fondo scuro della tela, cogliendo l'attenzione dello spettatore. Accanto a lei un angelo le posa delicatamente una mano sul braccio, fissandola negli occhi. L'eleganza delle figure, la dolcezza degli incarnati rosacei e dei panneggi, la delicatezza con cui sono descritte le mani affusolate della santa, rendono facilmente riconoscibile la mano del Procaccini in questo gruppo.
Dietro la santa emerge dalla penombra la mole scura e teatrale del carnefice che brandisce la spada, in contrasto con le figure retrostanti, dell'angioletto che porge la palma del martirio, dell'uomo dalla veste dorata e del giovinetto di cui si scorge solo il viso incorniciato dai riccioli biondi. Il gruppo, tratteggiato con forti accenti luministici, rappresenta il contributo del Morazzone.
Al Cerano sono infine dovuti il cavaliere sullo sfondo e l'angelo che trattiene il cane che sta per avventarsi sul corpo decapitato di Rufina. La resa più scultorea e naturalistica degli incarnati lividi e degli animali caratterizza il suo intervento.